# Messauremagasinet
Messauremagasinet är en sjö i Jokkmokks kommun i Lappland och ingår i Luleälvens huvudavrinningsområde. Sjön har en area på 21,2 kvadratkilometer och ligger 164,1 meter över havet. Sjön avvattnas av vattendraget Luleälven (Stora Luleälven).

## Delavrinningsområde
Messauremagasinet ingår i det delavrinningsområde (741175-169266) som SMHI kallar för Utloppet av Messauremagasinet. Medelhöjden är 260 meter över havet och ytan är 105,83 kvadratkilometer. Räknas de 511 avrinningsområdena uppströms in blir den ackumulerade arean 11 142,49 kvadratkilometer. Avrinningsområdets utflöde Luleälven (Stora Luleälven) mynnar i havet. Avrinningsområdet består mestadels av skog (70 procent). Avrinningsområdet har 21,39 kvadratkilometer vattenytor vilket ger det en sjöprocent på 20,2 procent.